# Gaucher Ier de Broyes-Commercy
Gaucher Ier de Broyes-Commercy (vers 1185 - 1244/48) est le fils de Simon II de Commercy et de Nicole de Traves ou de Salins, héritière de la seigneurie du Montrivel. Il est sire de Commercy sous le nom de Gaucher Ier de Commercy, seigneur de Châteauvillain et de Montrivel (autour du mont Rivel, avec notamment St-Germain, Vannoz, Vers, Le Pasquier et Champagnole), nommé chevalier en 1202.

## Biographie
Gaucher prête hommage en 1236 au duc Hugues IV de Bourgogne pour les biens issus de la baronnie de Salins (que le duc, ou plutôt sa mère Alix, avait acquise en 1225 sur Marguerite de Salins), puis de même en 1240, 1241 et 1242 à Jean de Chalon, nouveau possesseur depuis 1237 de ladite terre de Salins, spécialement pour Montrivel, Château-Vilain, Nans et Charbonnel.
Il affranchit les habitants de Laneuville-au-Rupt en 1243. S'accommodant mal de l'importance des moines du monastère de Breuil qualifiés alors de « seigneurs de Ville-Issey », il s'accorde avec eux en 1214 après des années de persécutions :

« Moi, Gaucher, seigneur de Commercy, fais savoir à tous que comme entre moi d'une part et l'abbé et les moines de Molesme, il y a difficulté de nous accorder sur ce qui appartient à la maison de Breuil, nous sommes convenus de cette manière :
- La troisième partie des tailles, dans ce qui dépend de Ville-Issey et des hommes qui, hors de Breuil, sont de ma dépendance, m'est réservée, et la maison de Breuil aura les deux autres. De plus, si le prieur de Breuil ne peut faire justice d'un coupable et que d'après la clameur publique il soit poursuivi, et que ce soit mon bailli qui le juge, j'aurai le tiers de l'amende, sans rien prétendre lorsque le prieur aura pu faire juger. Mais si un voleur de notre domaine est pris sur le territoire de Ville-Issey dans la justice du prieur, après qu'il aura été jugé par sadite justice, mes officiers s'en empareront et en feront justice.
- Je ne prendrai, ni ne dois rien prendre à Breuil, ni sur les hommes de Ville-Issey appartenant au Prieur qui les possédera en toute liberté et en aura la justice entière.
- En compensation des torts et injures que par un mauvais dessein, j'ai causés audit Prieur, mu par piété et bon conseil, j'entends qu'il perçoive vingt sous à prendre sur le droit de péage établi pour le passage dans le lieu de la Horne, lequel droit leur appartient, par suite de la donation que leur en ont fait mes prédécesseurs, et, en outre, je leur donne en aumône les autres vingt sous qui nous appartiennent, de manière qu'ils toucheront annuellement les quarante sous de péage, tant à Pâques qu'à la Saint-Remy.
- En outre, j'approuve et confirme tout ce qu'ont fait mes prédécesseurs pour ledit prieuré et lui concède l'usage dans les bois et prairies qui nous appartiennent. Mon épouse et mes enfants donnent leur consentement à tout ce que dessus, que j'ai scellé de mou sceau.

Donné l'an de l'incarnation du seigneur 1214. »

Il épouse vers 1220 Agnès (vers 1195 - après 1248), fille d'Henri de Fouvent (petit-fils de Richard II de Montfaucon) et d'Agnès de Broyes (fille de Hugues III de Broyes), de qui il a, :
- Simon, (? - 1247/48) : il épouse Mathilde de Sarrebruck, (? - 30 août 1276), fille de Simon III comte de Sarrebruck et de Lorette de Lorraine, elle-même fille de Ferry II de Lorraine (en secondes noces la comtesse Mathilde épousera Amédée III de Montfaucon-Montbéliard, d'où la suite des seigneurs de Montfaucon puis des comtes de Montbéliard). De son mariage il a[6] :
  - Simon (avant 1247 - 1308), seigneur de Commercy[7], comte de Sarrebruck sous le nom de Simon IV de Sarrebruck, il épouse d'abord sa cousine Elisabeth/Marguerite de Broyes dame de Commercy, fille ou petite-fille de Gaucher II ci-après : d'où la suite des comtes de Sarrebruck, seigneurs de Commercy,
  - Ferry, seigneur de Commercy,
  - Jacques,
  - et Laure de Commercy (? - 3 octobre 1275) qui épouse le comte-régent Jean Ier de Chalon l'Antique ou le Sage (vers 1190-1267), d'où les Chalon-Arlay, princes d'Orange ;
- Gaucher II, (? - avant le 26 octobre 1308)[8], seigneur de Commercy, de Châteauvillain[9], Chaux-des-Crotenay et Montrivel : il épouse Marguerite, (vers 1225 - après le 26 octobre 1308), fille d'Hugues de Bellevesvre et d'Isabelle de Chay ; il en aura : - Gaucher III, marié à Isabelle de Montaigu : on leur attribue comme filles Marguerite (x Jacques du Quart, d'où la succession de Château-Vil(l)ain et Foncine) et une autre de nom inconnu (x un d'Arbon, d'où la suite de Chaux-des-Crotenay ; puis (la) Chaux, Château-Vilain et Foncine se trouvent réunis quand Jacques d'Arbon, leur arrière-petit-fils, épouse vers 1393 Anne du Quart, arrière-petite-fille de Marguerite et Jacques) ; - Jeanne-Agnès, (vers 1250 - avant 1324), femme de Thiébaud III de Neuchâtel-Bourgogne ; - Marguerite (? - après 1340), qui épouse Richard de Monnet ; et - Guillemette dame du Montrivel (à Equevillon, avec Champagnole, St-Germain, Vannoz ; seigneurie vendue en 1315 à son arrière-petit-cousin Hugues, fils de Jean Ier de Chalon-Arlay, lui-même fils de Laure de Commercy et Jean l'Antique ci-dessus), restée sans postérité de son mari Guillaume de Ste-Croix sire de Longepierre ;
- Guillaume ;
- Henri[10], (? - après décembre 1248), seigneur de Montrivel ;
- Nicole-Laure : elle épouse Pons III de Cuiseaux ;
- Alix[11], (? - après juin 1297), dame d'Andelot : elle épouse Gautier de Coligny fils d'Humbert III, lui-même fils d'Humbert II et frère d'Alix de Cerdon qui épouse Humbert II de Thoire ;
- Béatrix[12] : elle épouse Étienne de Montmorot, seigneur de Ruffey.

## Sources
- Charles Emmanuel Dumont, Histoire de la ville et des seigneurs de Commercy, N. Rolin, 1843 (lire en ligne), p. 35 à 40.

- Médiéval Généalogie .
- Geneall, Gaucher Ier de Commercy .
- Fabpedigree, Gaucher Ier de Broyes seigneur de Commercy .
- Roglo, Gaucher de Commercy .